# Catedral de Santa María (Wellington)
La Catedral de Santa María (en inglés:St Mary's Cathedral) fue la catedral del obispo católico de Wellington, Nueva Zelanda durante 47 años en el siglo XIX desde su apertura en 1851 hasta que fue destruida por un incendio en 1898. Cuando el edificio alcanzó su forma definitiva en 1867, la catedral de Santa María fue considerada una de los mejores, si no la más fina, estructura eclesiástica en la entonces colonia británica. Fue un hito importante en Wellington y su situación en Golders Hill en Thorndon significaba que se podía ver desde muchos puntos de la ciudad y desde puntos de todo el puerto de Wellington. Su bella estatua, dorada de la Virgen María, en lo alto de la torre, y las cruces doradas en sus parapetos, hastiales y la torre eran características particularmente admiradas.